# Ptahmosze (kincstárnok)

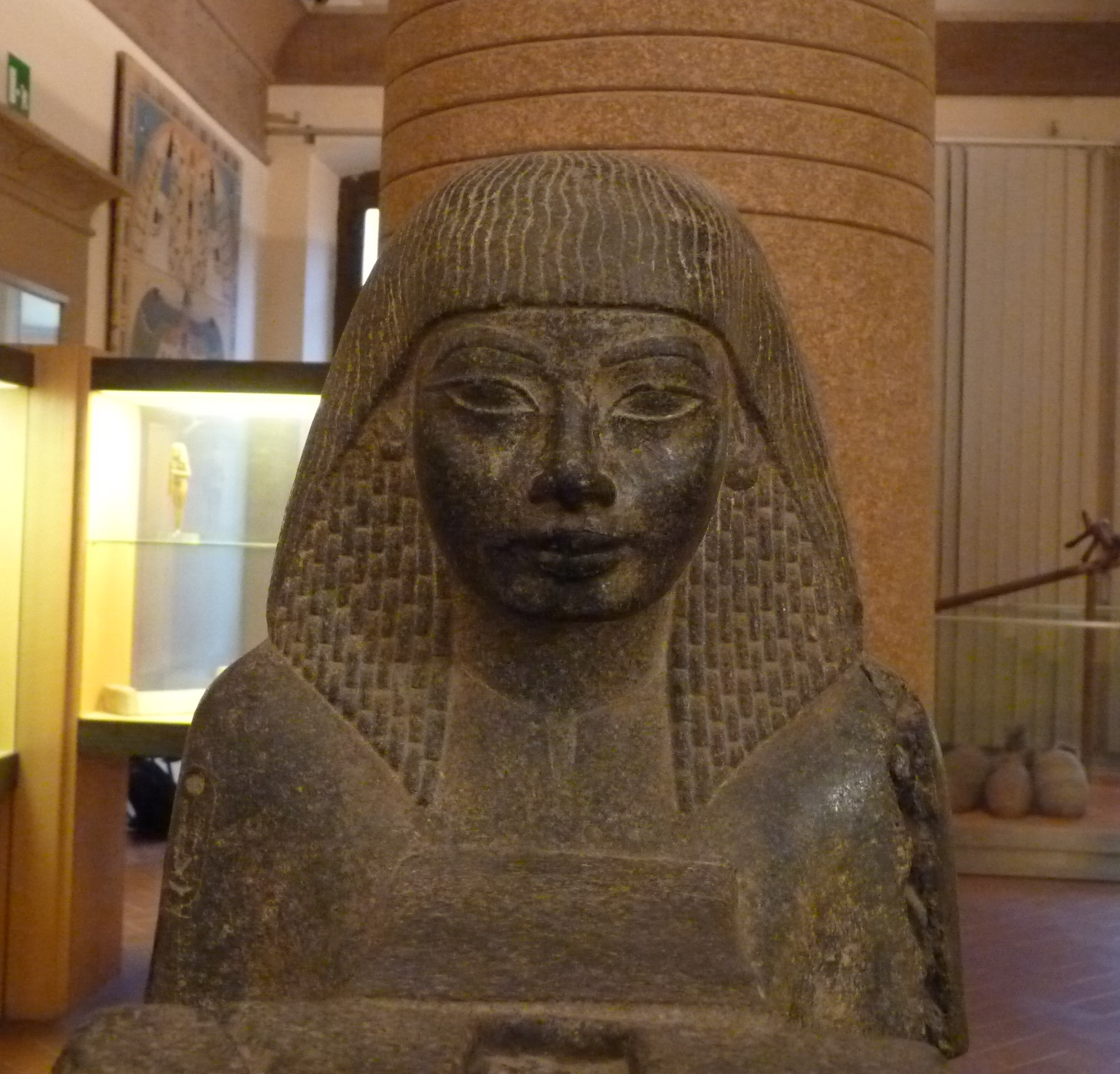
Ptahmosze firenzei szobra

Ptahmosze ókori egyiptomi kincstárnok volt a XVIII. dinasztia idején, III. Amenhotep uralkodása alatt. Valószínűleg a fáraó uralkodásának vége felé élt, és Merirét követte pozíciójában. Egy gránitszoborról ismert, amelyet fia, Hi állíttatott neki Thébában; ma a firenzei Nemzeti Régészeti Múzeumban található (katalógusszám: 1791). Emellett említi egy Malkatában talált edény felirata, mely szerint Amenhotep első szed-ünnepe idején (a 30. uralkodási évben) ő volt a kincstárnok. Sírja ismeretlen.

## Fordítás
- Ez a szócikk részben vagy egészben  a   Ptahmose (treasurer) című angol Wikipédia-szócikk ezen változatának fordításán alapul.  Az eredeti cikk szerkesztőit annak laptörténete sorolja fel. Ez a jelzés csupán a megfogalmazás eredetét és a szerzői jogokat jelzi, nem szolgál a cikkben szereplő információk forrásmegjelöléseként.